# زیردریایی یو-۶۲۱
زیردریایی یو-۶۲۱ (به انگلیسی: German submarine U-621) یک زیردریایی است که طول آن ۶۷٫۱ متر (۲۲۰ فوت ۲ اینچ) می‌باشد. این زیردریایی در سال ۱۹۴۲ ساخته شد.